# Yuri Landman

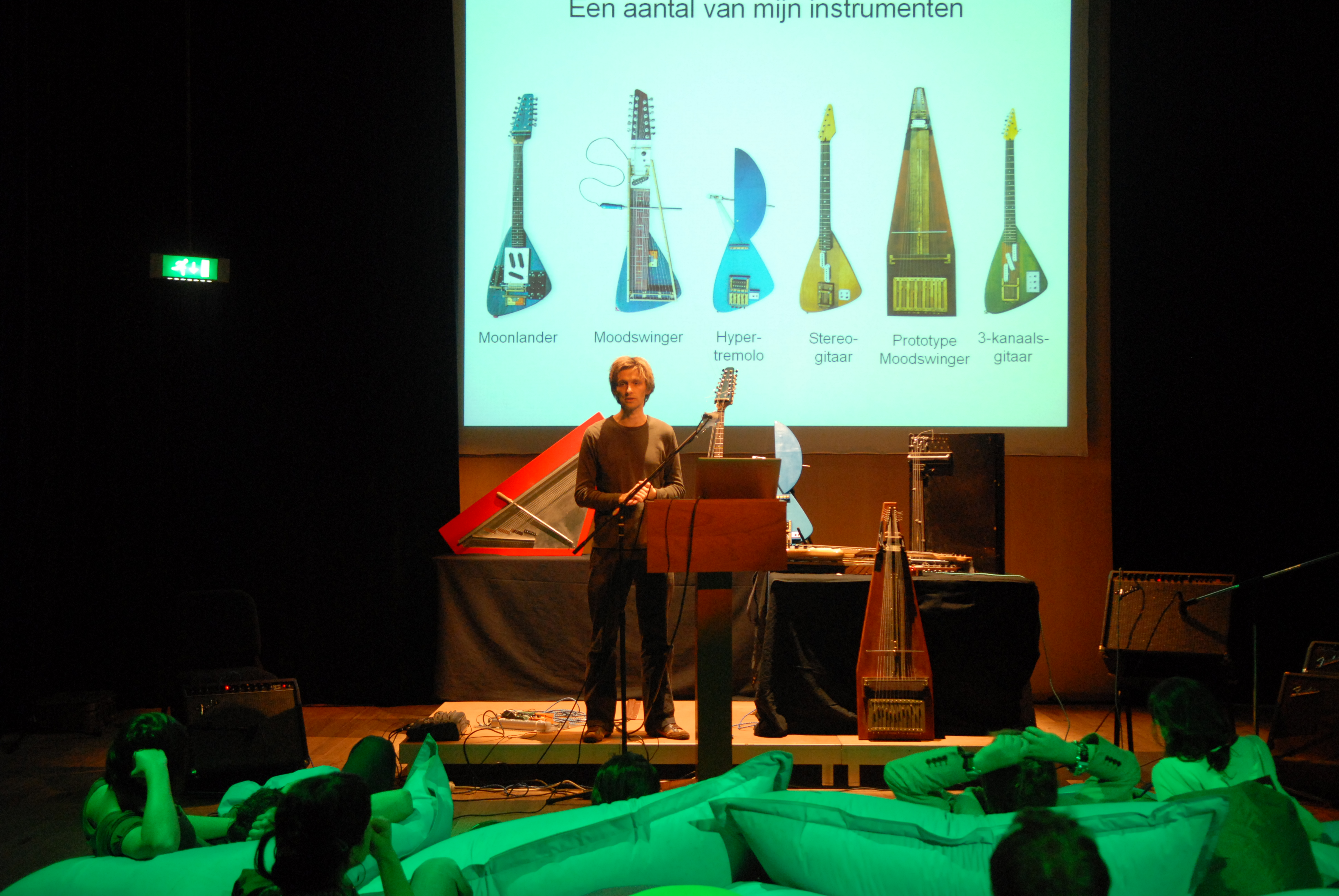
Yuri Landman beim Output Festival 2007

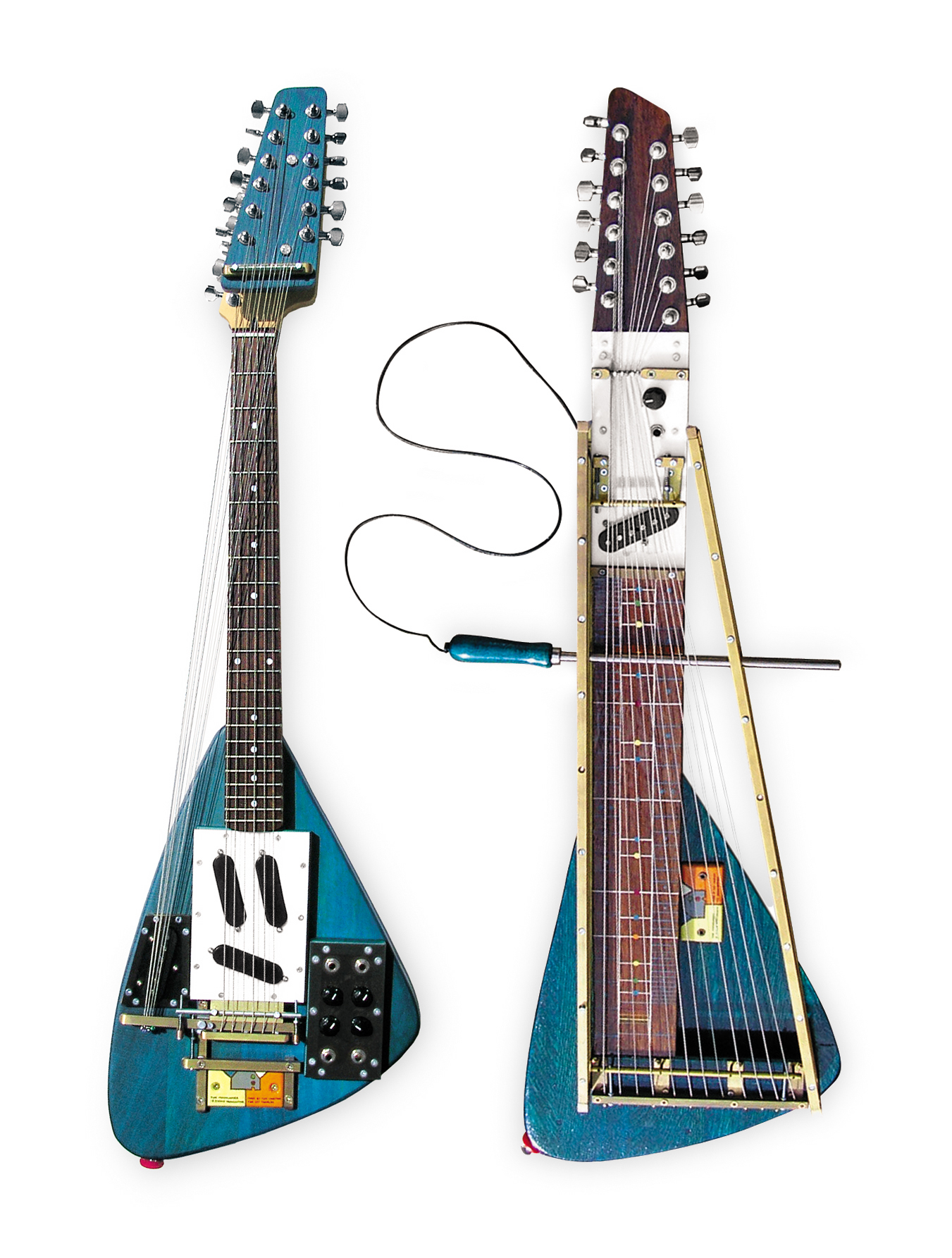
Yuri Landman, der Moonlander und der Moodswinger

Yuri Landman (* 1. Februar 1973 in Zwolle) ist ein niederländischer Musikinstrumentenbauer, Musiker, Musikpädagoge und Comiczeichner.

## Biografie
Als Comiczeichner zeichnete Landman zwei Bücher und erhielt 1998 den Kunstpreis der Breda. Nach Selbststudium der E-Gitarre spielte Landman bei Zoppo (1997–2000), Avec-A (2004–2005).

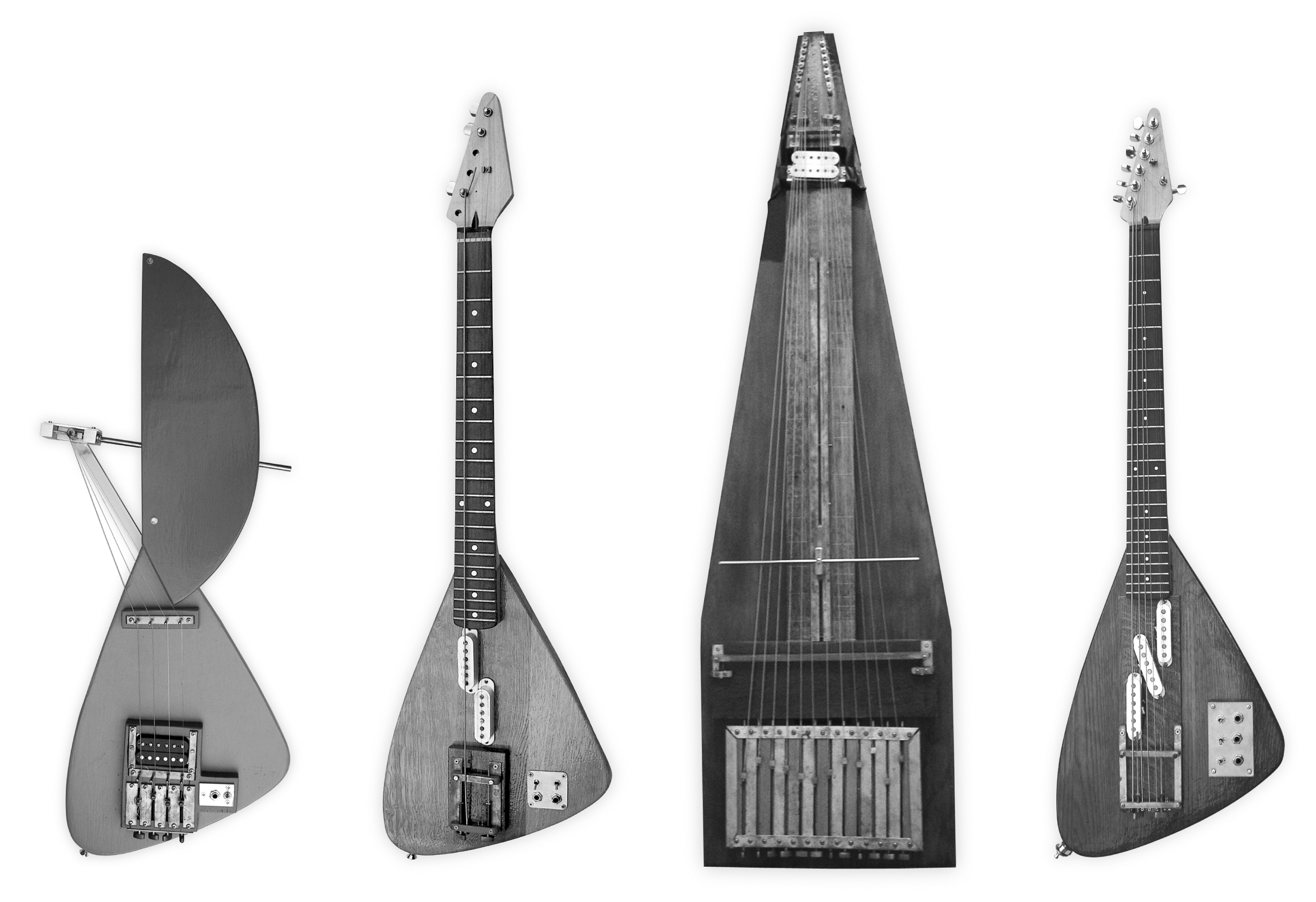
Vier Prototypen

Für Liars baute Landman 2006 den Moodswinger; eine Third-Bridge-Gitarre. Obgleich das Instrument einer E-Gitarre ähnelt, ist es eine Flachbrettzither, da es weder Bünde noch einen Hals besitzt. Der Moodswinger hat daneben einen zusätzlichen dritten, beweglichen Steg. Pickup und elektronische Bauteile befinden sich im Hals und nicht, wie bei Gitarren üblich, im Korpus.
Für Lee Ranaldo von der Band Sonic Youth baute Landman 2007 die E-Gitarre Moonlander, eine Doppeldecker-Gitarre für das Genre Drone. Die Resonanzsaiten werden nicht direkt zum Klingen gebracht, sondern schwingen bei bestimmten Tonhöhen mit und erzeugen dadurch einen spezifischen Klang. Die E-Gitarre ist stereofonisch mit zwei gegenüber der Normalposition gedrehten Tonabnehmern gebaut.

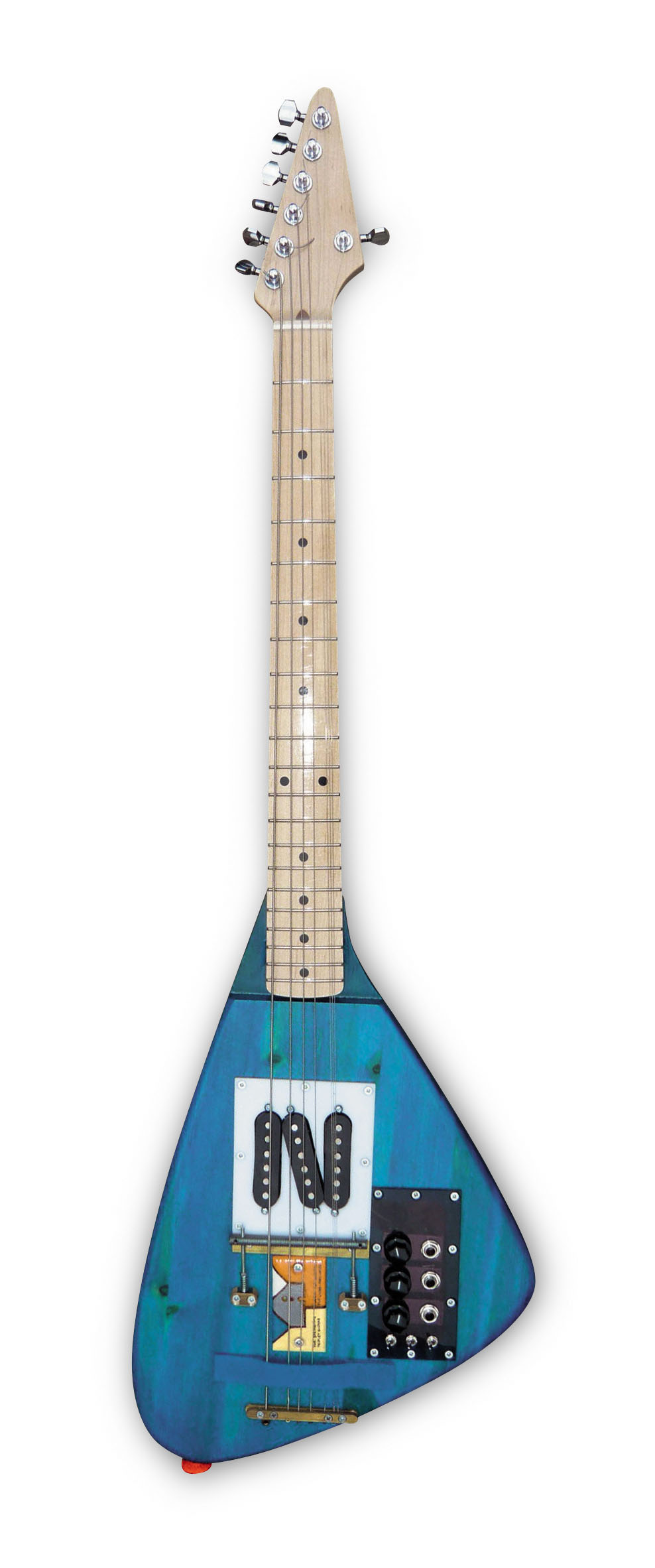
Die Springtime, Laura-Mary Carter, Blood Red Shoes

Für Laura-Mary Carter (Blood Red Shoes) entwickelte Landman 2008 die Springtime. Die E-Gitarre hat drei gedrehte Tonabnehmer und funktioniert simultan wie eine E-Baritongitarre, E-Gitarre und E-Bouzouki auf drei Gitarrenverstärkern. Landman hatte auch für Lou Barlow (Dinosaur Jr.) und Mauro Pawlowski (dEUS) eine Springtime produziert. Seit 2009 organisiert er Instrumenten-Bau-Workshops bei Festivals, Konzertsäle und Akademien in Europa.
Er spielte mit seinem Yuri Landman Ensemble, seit 2012 auch mit experimenteller Elektronik solo und in der Zwei-Mann-Band Bismuth. Für seine Solo-Shows hat er Instrumente aus Holz, Saiten, Metallstangen, Elektromotoren, und PET-Flaschen entwickelt.
Im Jahr 2012 erschien das Album That's Right, Go Cats, eine Kollaboration mit Jad Fair (Half Japanese) und Philippe Petit und mit Bart Hopkin das Buch Nice Noise, ein Lehrbuch über präparierte Gitarren. Im Jahr 2014 erschien das Debütalbum Bismuth von Bismuth. Im Jahr 2016 baute er eine Gitarre für Thurston Moore auf Antrag von Premier Guitar Magazine und entwickelte ein Daxophon-DIY-Workshop. Gelegentlich baut er Instrumente für befreundete Musiker wie Rhys Chatham und andere. Im Jahr 2017 baute er eine Klanginstallation für iii in Den Haag in den Niederlanden und entwickelte ein neuer Instrumenten-Bau-Workshop für Lee Ranaldos Lost Ideas Festival in Menen. Im Jahr 2021 zeichnete er die Graphic Novel 1991.

## Bücher

### Comics
- Je Mag Alles Met Me Doen, 1997
- Het Verdiende Loon, 1998
- 1991, 2021

### Musik
- Nice Noise – Yuri Landman und Bart Hopkin, 2012, Experimental Musical Instruments

## Diskografie
- Zoppo – Chi pratica lo impare zoppicare (LP, 1998)
- Zoppo – Nontonnen promo 7″ (7″, 1998)
- Zoppo – Double the fun splitt 7″ (7″, 1999)
- Zoppo – Belgian Style Pop (cd, 1999)
- Avec Aisance – Vivre dans l’aisance (cd, 2004)
- Yuri Landman Ensemble featuring Jad Fair & Philippe Petit – That’s Right, Let’s Go Cats (cd, 2012 Thick Syrup Records, LP, 2012 Siluh Records)
- Bismuth – s/t, LP 2014, Geertruida Records